# 知立団地
知立団地（ちりゅうだんち）は、愛知県知立市にある住宅団地。

## 概要
日本住宅公団が造成し、1966年（昭和41年）に入居が開始された。現在は後継のUR都市機構が管理している。
2018年（平成30年）時点で人口は約6,300人であるが、日本人の高齢化率は約43%、外国人比率は約40%という、特徴的な人口構造を持つ団地である。

## 外国人の街
自動車産業が盛んな愛知県は全国でも外国人比率が高い都道府県であるが、愛知県のなかでもっとも外国人比率が高い自治体が知立市である。2018年（平成30年）5月1日時点で知立市の人口は71,950人であるが、うち約4,500人は外国人であり、約2,500人が知立団地またはその周辺に居住している。豊田市の保見団地と同様に外国人居住者（特にブラジル人）が多く、治安の悪化や貧困層のブラジル人による売春などが知立市当局による懸念材料となっている。居住者の出身国はブラジルを筆頭として、ペルー、フィリピン、中国、ベトナムなど十数か国に及んでいる。
知立団地の入口には安城警察署昭和交番があったが、2015年（平成27年）には安城警察署が昭和交番を廃止しようとして住民との間で問題となった。安城警察署によると昭和交番管内での通報件数は他交番以下であるという。一方で住民は交番の存在が犯罪の抑止力になっているとし、交番の存続を求めた。知立市長や知立市議会議長までもが存続を求める要望書にサインして愛知県警に訴えた。2017年（平成29年）には昭和交番が昭和警ら連絡所に移行した。
ニッケイ新聞によれば、知立市の他地区に住む日本人は大きな理由がない限り知立団地に足を踏み入れることはないという。団地内で行われる盆踊りがサンバになるなどブラジル人の文化が浸透しており、外国人住民も自治会に参加するなど徐々に他文化交流は進んでいるが、旧来からの日本人住民との融和は依然として課題となっている。知立団地内には1967年（昭和42年）開校の知立市立知立東小学校があるが、特に1997年（平成9年）頃から外国人児童が増え続け、1998年（平成10年）には日本語教室が設置された。2012年（平成24年）には外国人児童の比率が50%を超え、2018年（平成30年）現在では約60%となっている。

## ギャラリー

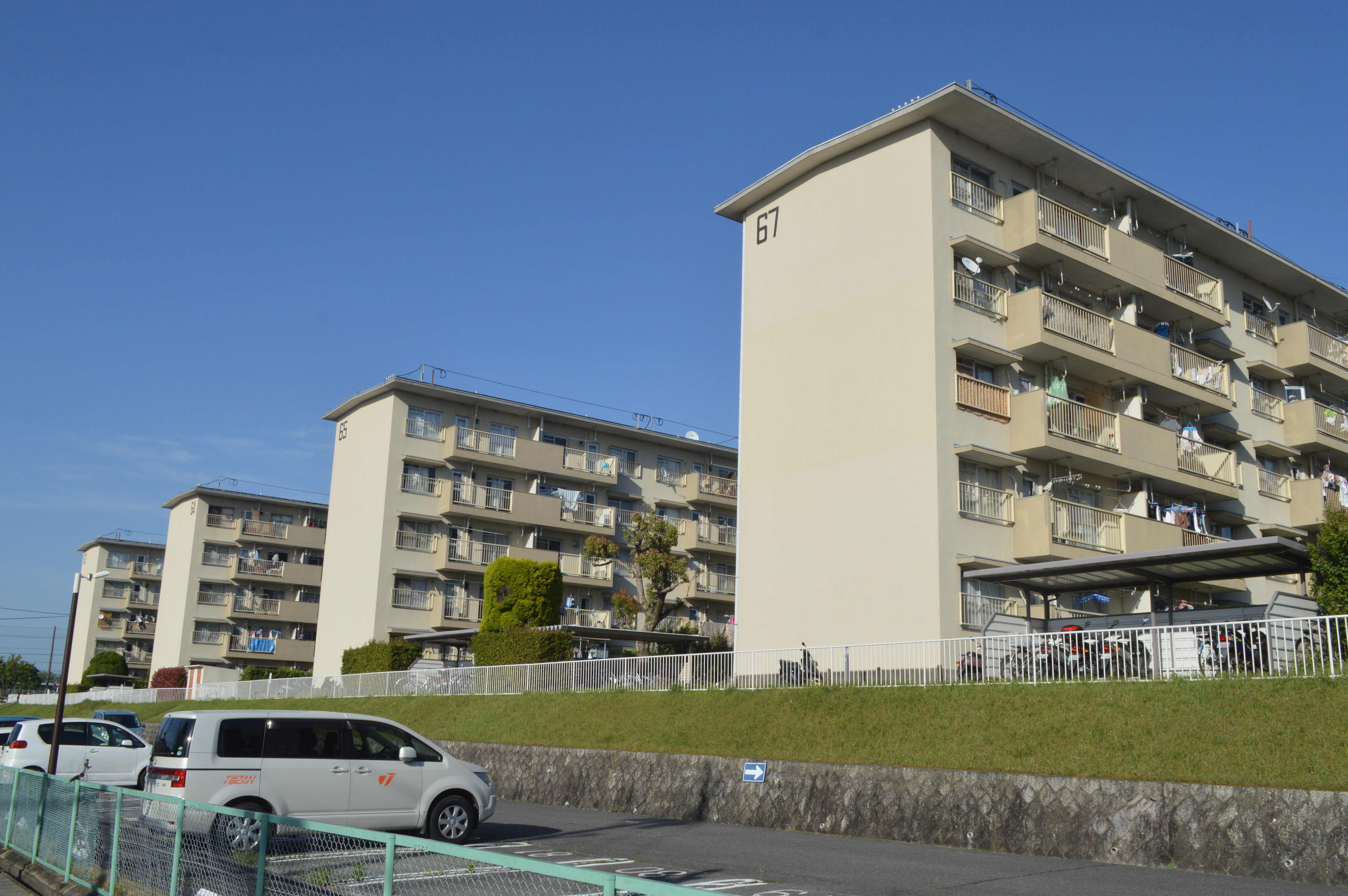
集合住宅
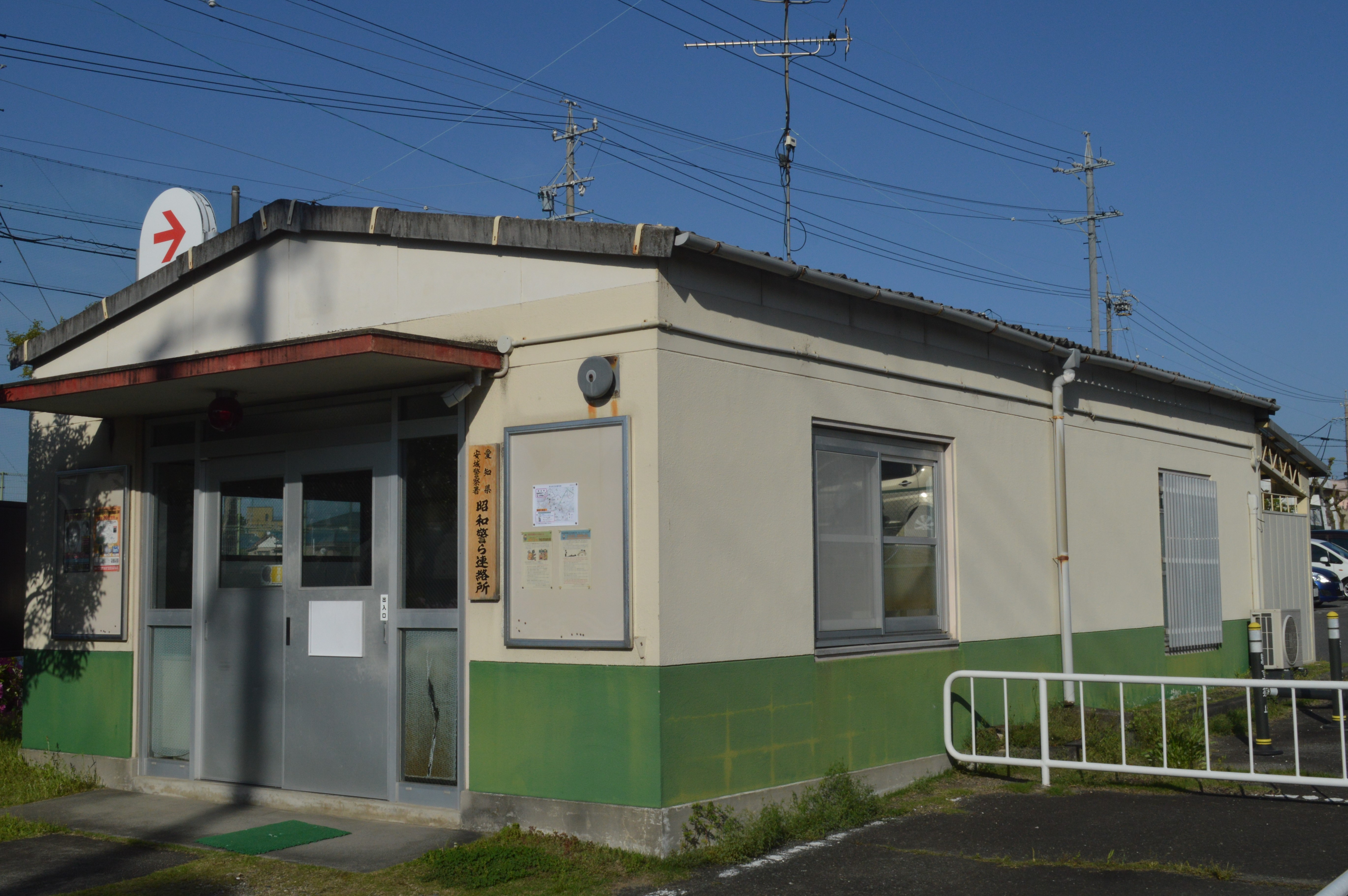
安城警察署昭和警ら連絡所（旧・昭和交番）
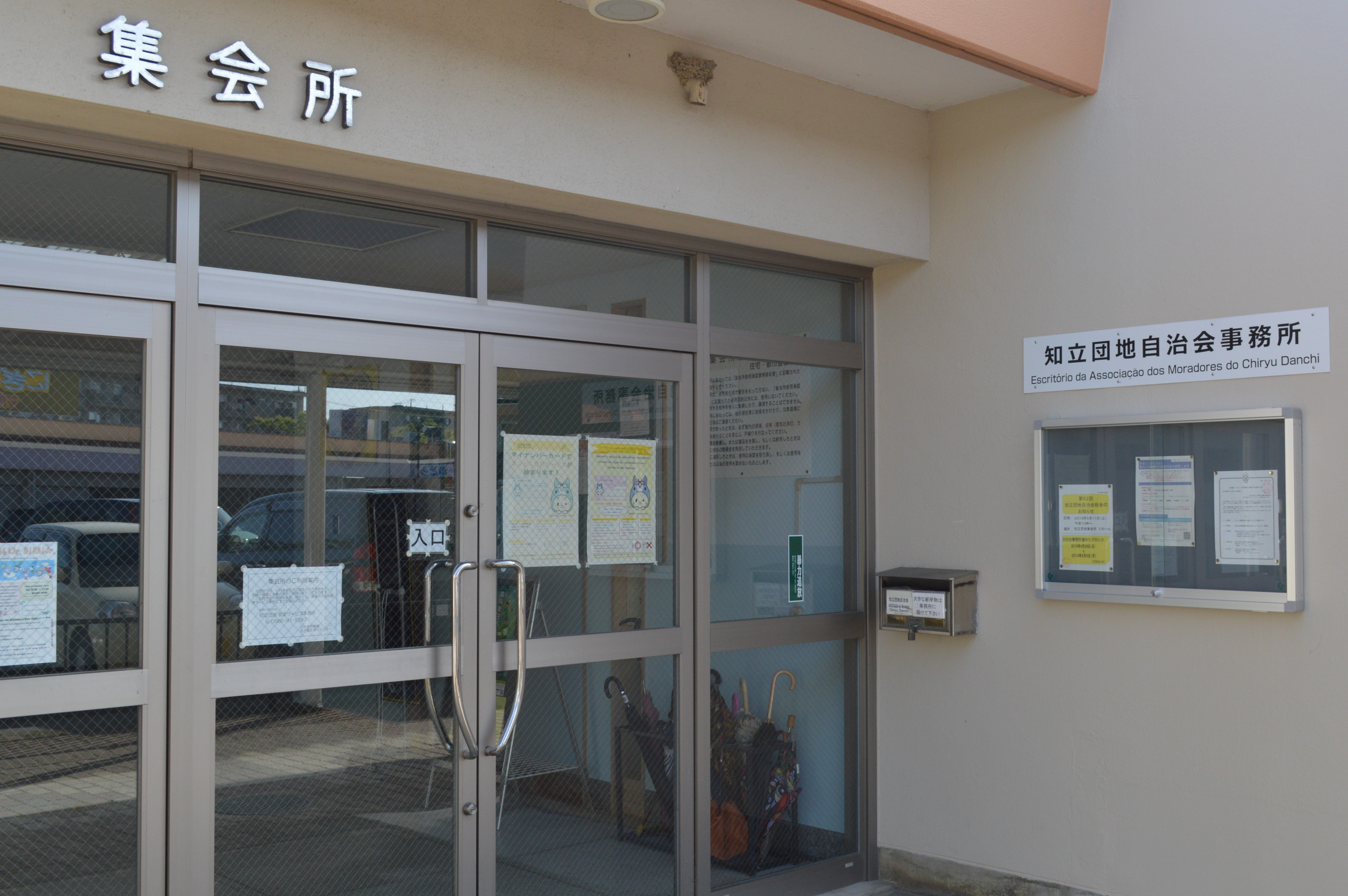
知立団地集会所
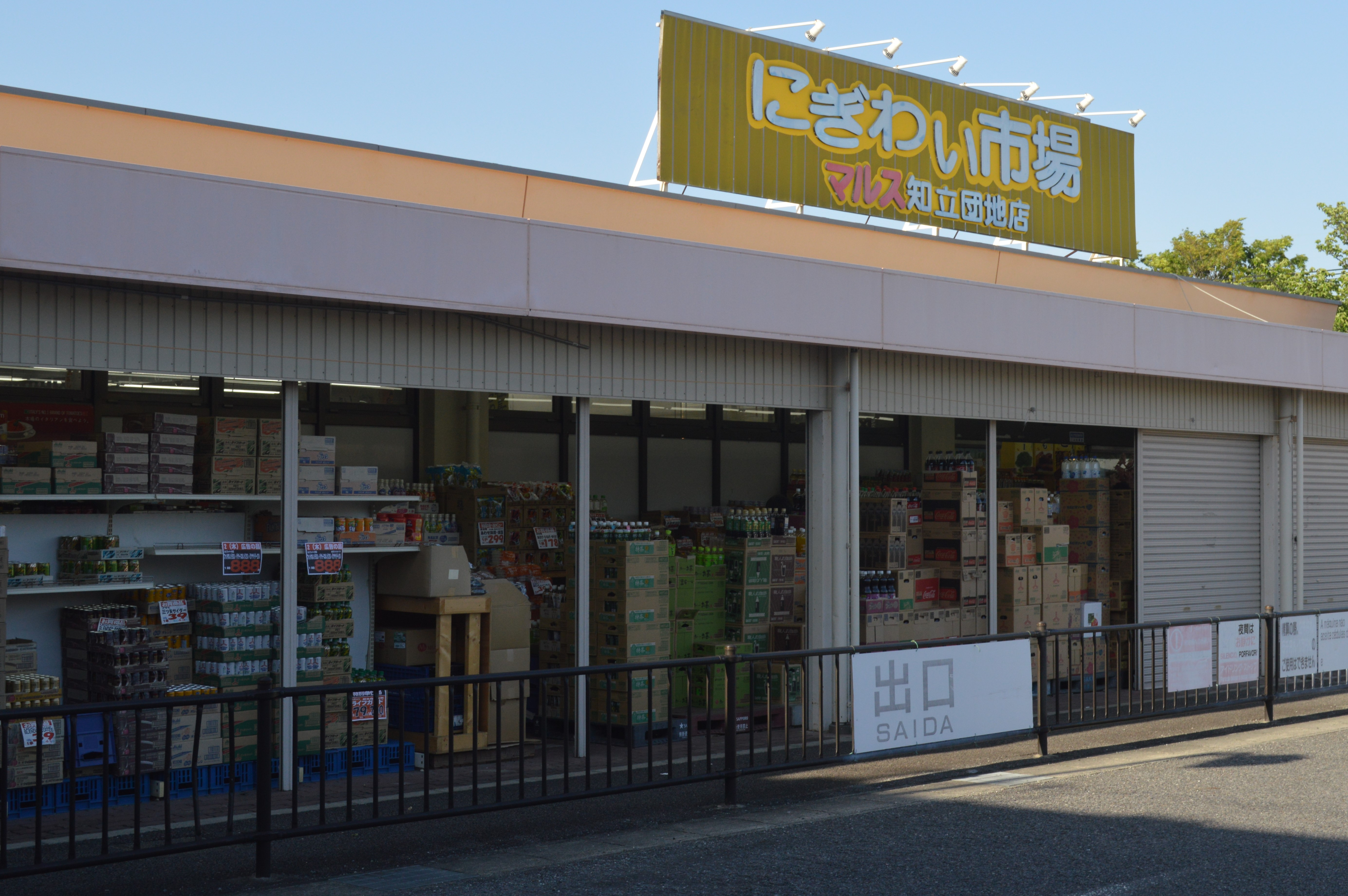
スーパー「にぎわい市場」
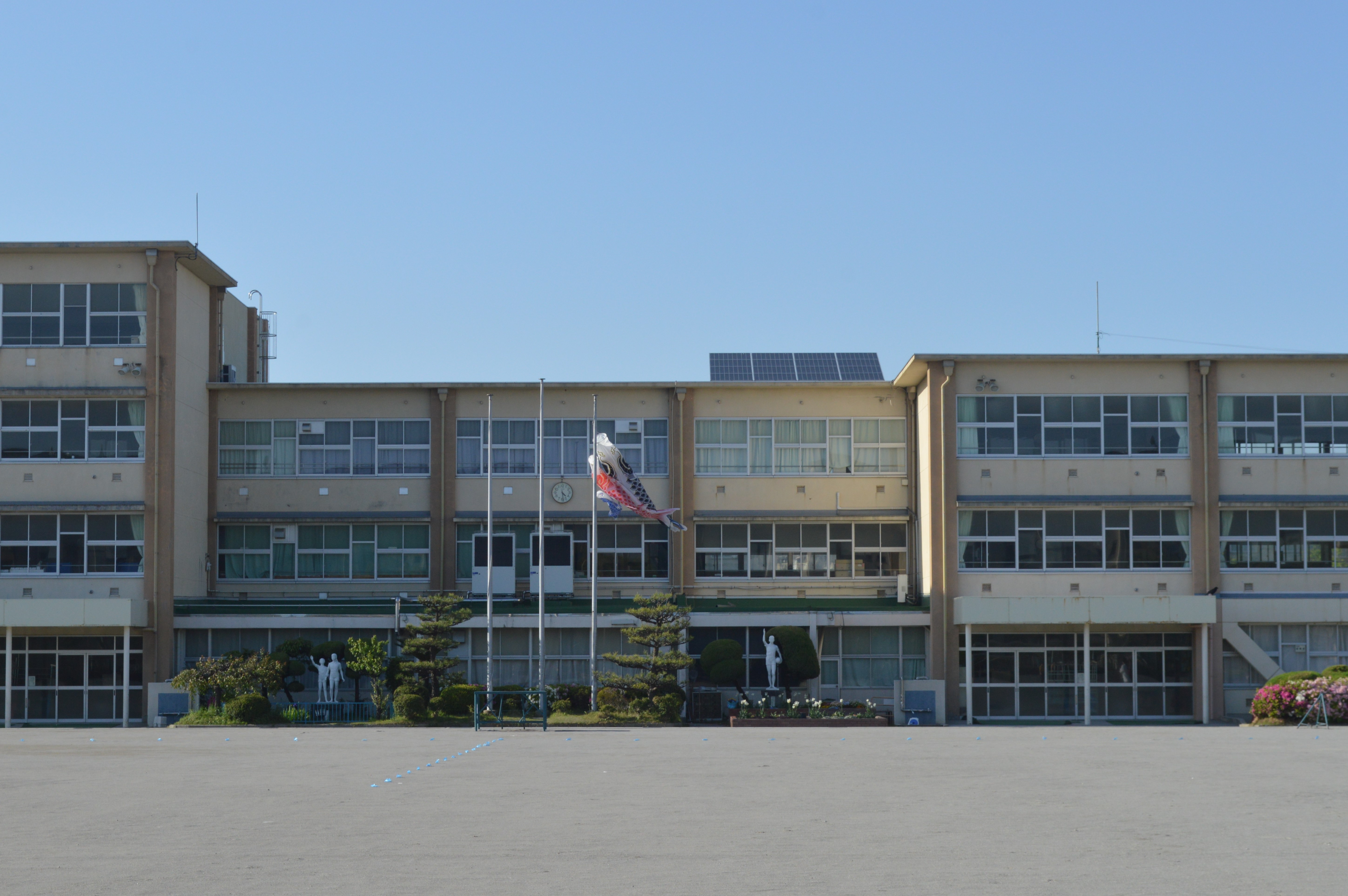
知立市立知立東小学校

## 事件
2014年（平成26年）5月14日、知立団地で警察官が58歳の日系ブラジル人に拳銃で撃たれて負傷する殺人未遂事件が起こった。不審な男がいるとの通報を受けた安城警察署の巡査部長が現地に赴いて容疑者に職務質問をしようとしたところ、容疑者は巡査部長の拳銃を奪って2発を発砲し、1発は巡査部長に右腕を貫通した。巡査部長は全治一週間の怪我。容疑者は母国ブラジルでは警察官だったという。

## 交通
- 名鉄名古屋本線 牛田駅または三河線 三河知立駅から徒歩。
- 知立市ミニバス・5コース（イエローコース）が名鉄名古屋本線・三河線 知立駅と団地内の各停留所を結ぶ。